# Orlando de la Torre
Orlando de la Torre (Trujillo, 21 novembre 1943 – 24 agosto 2022) è stato un calciatore peruviano, di ruolo difensore.

## Carriera

### Club
Difensore centrale noto come El Chito, ha vinto, insieme allo Sporting Cristal, quattro Campionati peruviani. In carriera ha giocato complessivamente 34 partite in Coppa Libertadores.

### Nazionale
Fece parte della Nazionale di calcio del Perù che partecipò al campionato del mondo 1970. L'anno prima, nel corso di un'amichevole contro il Brasile al Maracana, il Perù sta vincendo 2-1 e umiliando gli avversari, quando nel secondo tempo, il centrocampista brasiliano Gérson rompe la gamba di de la Torre: nasce una rissa di enormi proporzioni tra giocatori che coinvolge anche i tifosi e che prosegue per quasi quaranta minuti prima di essere sedata dall'intervento di João Havelange. Al ritorno in campo, i peruviani cedono 3-2. De la Torre è operato all'interno dello stadio ed è trasportato in ospedale il giorno seguente. A distanza di un anno è tornato a giocare ed è rientrato nel giro della Nazionale, ottenendo la convocazione ai Mondiali da parte del CT Didi: il Perù incrocia il Brasile ai quarti di finale, ma de la Torre, titolare fino a quel momento, è lasciato in panchina dall'allenatore brasiliano, probabilmente a causa delle minacce di morte che la famiglia di Didi aveva ricevuto in patria. Tra Didi e il difensore peruviano scatta una rissa nello spogliatoio, placata a stento dai suoi compagni di squadra. Il Brasile, con gli avversari privi di de la Torre, vince 4-2 e passa il turno, al ritorno in Perù i giocatori sono accolti come eroi.
De la Torre, nella nazionale di calcio del Perù, ha totalizzato 39 presenze.

## Palmarès

### Club

#### Competizioni nazionali
- Campionato peruviano: 4

Sporting Cristal: 1961, 1968, 1970, 1972

### Videografia
- Federico Ferri, Federico Buffa, Storie Mondiali: Italia-Germania 4-3 (1970), Sky Sport, 2014.